# 2-й окремий стрілецький батальйон імені Тараса Бобанича «Хаммера»
2-й окремий стрілецький батальйон імені Тараса Бобанича «Хаммера» — підрозділ механізованих військ Збройних сил України. Перебуває у складі 67 ОМБр ДУК.

## Історія
5-й батальйон ДУК був сформований у квітні 2022 року на базі резервних сотень та підрозділів «Правого сектора», які вже воювали на півдні України. Його доповнили інші правосекторівці та волонтери. Підрозділ воював на території Херсонської, Миколаївської та Одеської областей. У листопаді 2022 року батальйон було переведено до 67-ї бригади та разом із 2-м батальйоном ДУК переформовано у 2-й стрілецький батальйон.
Батальйон брав участь у боях за Київщину та Харківщину.
08 квітня 2022 року героїчно загинув командир батальйону Тарас «Хаммер» Бобанич. Батальйону було присвоїно його ім'я.
Восени 2023 року батальйон вів бойові дії в Серебрянському лісництві.
Підрозділ брав участь у боях за Бахмут.
В березні 2024 року батальйон брав участь в боях за Часів Яр, тримав оборону в селі Іванівське.

## Структура
- Рота вогневої підтримки «T-company»[6][9]
- 1-ша стрілецька сотня
- 2-га стрілецька «Сталева» сотня[10]
- 3-тя стрілецька сотня

## Символіка
На емблемі батальйону зображено лицаря в шоломі та обладунку, з крилами за спиною та молотом у руках.